# Himad Abdelli
Pour les articles homonymes, voir Abdelli.
Himad Abdelli (en arabe : عماد عبدلي, en berbère : ⵃⵉⵎⴰⴷ ⵄⴱⴷⵍⵉ), né le 17 novembre 1999 à Montivilliers, en Seine-Maritime, est un footballeur international algérien qui évolue au poste de milieu de terrain à Angers SCO.

## Biographie

### En club

#### Le Havre AC
Né le 17 novembre 1999 à Montivilliers en France, Himad Abdelli est formé au Havre AC. Il fait sa première apparition en professionnel le 31 octobre 2018, à l'occasion d'une rencontre de coupe de la Ligue face à l'ES Troyes AC. Il entre en jeu à la place de Pape Gueye et son équipe s'impose ce jour-là (2-0). Le 3 novembre 2018, il joue son premier match de Ligue 2 face au Chamois niortais FC. Il entre en jeu à la place de Jean-Pascal Fontaine ce jour-là et son équipe s'incline sur le score de un but à zéro.
Il signe son premier contrat professionnel le 21 janvier 2019, étant ainsi lié au club jusqu'en 2022.
Abdelli commence la saison 2020-2021 comme titulaire avec le HAC et est suivi par le Red Bull Salzbourg, qui s'intéresse à lui en octobre 2020.

#### Angers SCO
Libre, Himad Abdelli s'engage avec l'Angers SCO le 1er juin 2022 pour les quatre prochaines saisons.
Abdelli marque son premier but pour Angers le 21 mai 2023, à l'occasion d'une rencontre de championnat face au Stade de Reims. Titularisé, il inscrit le but égalisateur de son équipe d'une reprise du droit de 25 mètres et le score en reste là (2-2),.

### En sélection
Le 30 mai 2023, Himad Abdelli est convoqué pour la première fois en sélection algérienne par Djamel Belmadi pour affronter l'Ouganda et la Tunisie.

## Vie personnelle
Né en France, Himad Abdelli possède des origines algériennes de par son père, originaire de Tizi Ouzou, plus précisément de Boghni, en Kabylie et martiniquaise de par sa mère. Il déclare vouloir jouer pour l'équipe nationale d'Algérie. Abdelli affirme prendre pour modèle Zinédine Zidane.

## Statistiques

### En club
| Saison                | Club                  | Championnat           | Championnat | Championnat | Championnat | Coupe nationale | Coupe nationale | Coupe nationale | Coupe de la Ligue | Coupe de la Ligue | Coupe de la Ligue | Total | Total | Total |
| Saison                | Club                  | Division              | M.          | B.          | P.d.        | M.              | B.              | P.d.            | M.                | B.                | P.d.              | M.    | B.    | P.d.  |
| 2016-2017             | Le Havre AC rés.      | CFA                   | 2           | 0           | 0           | -               | -               | -               | -                 | -                 | -                 | 2     | 0     | 0     |
| 2017-2018             | Le Havre AC rés.      | National 2            | 14          | 5           | 0           | -               | -               | -               | -                 | -                 | -                 | 14    | 5     | 0     |
| 2018-2019             | Le Havre AC rés.      | National 2            | 13          | 1           | 2           | -               | -               | -               | -                 | -                 | -                 | 13    | 1     | 2     |
| 2019-2020             | Le Havre AC rés.      | National 3            | 3           | 0           | 2           | -               | -               | -               | -                 | -                 | -                 | 3     | 0     | 2     |
| 2021-2022             | Le Havre AC rés.      | National 3            | 4           | 0           | 0           | -               | -               | -               | -                 | -                 | -                 | 4     | 0     | 0     |
| Sous-total            | Sous-total            | Sous-total            | 36          | 6           | 4           | -               | -               | -               | -                 | -                 | -                 | 36    | 6     | 4     |
| 2018-2019             | Le Havre AC           | Ligue 2               | 16          | 0           | 2           | 3               | 0               | 0               | 2                 | 0                 | 0                 | 21    | 0     | 2     |
| 2019-2020             | Le Havre AC           | Ligue 2               | 13          | 0           | 1           | -               | -               | -               | 1                 | 0                 | 0                 | 14    | 0     | 1     |
| 2020-2021             | Le Havre AC           | Ligue 2               | 25          | 2           | 1           | 1               | 0               | 0               | -                 | -                 | -                 | 26    | 2     | 1     |
| 2021-2022             | Le Havre AC           | Ligue 2               | 22          | 3           | 1           | 2               | 0               | 0               | -                 | -                 | -                 | 24    | 3     | 1     |
| Sous-total            | Sous-total            | Sous-total            | 76          | 5           | 5           | 6               | 0               | 0               | 3                 | 0                 | 0                 | 85    | 5     | 5     |
| 2022-2023             | Angers SCO            | Ligue 1               | 30          | 2           | 2           | 3               | 0               | 1               | -                 | -                 | -                 | 33    | 2     | 3     |
| 2023-2024             | Angers SCO            | Ligue 2               | 35          | 9           | 2           | 2               | 1               | 0               | -                 | -                 | -                 | 37    | 10    | 2     |
| 2024-2025             | Angers SCO            | Ligue 1               | 32          | 6           | 1           | 4               | 0               | 0               | -                 | -                 | -                 | 36    | 6     | 1     |
| 2025-2026             | Angers SCO            | Ligue 1               | -           | -           | -           | -               | -               | -               | -                 | -                 | -                 | 0     | 0     | 0     |
| Sous-total            | Sous-total            | Sous-total            | 97          | 17          | 5           | 9               | 1               | 1               | -                 | -                 | -                 | 106   | 18    | 6     |
| Total sur la carrière | Total sur la carrière | Total sur la carrière | 209         | 28          | 14          | 15              | 1               | 1               | 3                 | 0                 | 0                 | 227   | 29    | 15    |

### En sélection nationale
| Saison                | Sélection             | Phases finales        | Phases finales | Phases finales | Phases finales | Éliminatoires CDM | Éliminatoires CDM | Éliminatoires CDM | Éliminatoires CAN | Éliminatoires CAN | Éliminatoires CAN | Matchs amicaux | Matchs amicaux | Matchs amicaux | Total | Total | Total |
| Saison                | Sélection             | Compétition           | M              | B              | Pd             | M                 | B                 | Pd                | M                 | B                 | Pd                | M              | B              | Pd             | M     | B     | Pd    |
| --------------------- | --------------------- | --------------------- | -------------- | -------------- | -------------- | ----------------- | ----------------- | ----------------- | ----------------- | ----------------- | ----------------- | -------------- | -------------- | -------------- | ----- | ----- | ----- |
| 2022-2023             | Algérie               | -                     | -              | -              | -              | -                 | -                 | -                 | 1                 | 0                 | 0                 | 1              | 0              | 0              | 2     | 0     | 0     |
| 2023-2024             | Algérie               | -                     | -              | -              | -              | -                 | -                 | -                 | 1                 | 0                 | 0                 | -              | -              | -              | 1     | 0     | 0     |
| 2024-2025             | Algérie               | -                     | -              | -              | -              | -                 | -                 | -                 | 1                 | 0                 | 1                 | -              | -              | -              | 1     | 0     | 1     |
| Total sur la carrière | Total sur la carrière | Total sur la carrière | -              | -              | -              | -                 | -                 | -                 | 3                 | 0                 | 1                 | 1              | 0              | 0              | 4     | 0     | 1     |

### Matchs internationaux
Le tableau suivant liste les rencontres de l'équipe d'Algérie dans lesquelles Himad Abdelli a été sélectionné depuis le 18 juin 2023 jusqu'à présent.

## Palmarès

### En club
| Angers SCO                         |
| ---------------------------------- |
| - Ligue 2 : - Vice-champion : 2024 |

## Distinctions individuelles
- Nommé dans l'équipe type de Ligue 2 aux Trophées UNFP du football 2024[12].
- Nommé pour le Prix Marc-Vivien Foé 2025[13],[14].